# 1968年の日本シリーズ
1968年の日本シリーズ（1968ねんのにっぽんシリーズ、1968ねんのにほんシリーズ）は、1968年10月12日から10月20日まで行われたセ・リーグ優勝チームの読売ジャイアンツとパ・リーグ優勝チームの阪急ブレーブスによる第19回プロ野球日本選手権シリーズである。後楽園球場と阪急西宮球場で行われた。
この年のパ・リーグは最終戦まで阪急と南海ホークスとの間で優勝争いが繰り広げられ、阪急の優勝が決まったのは日本シリーズ開幕前日の10月11日で、西宮で優勝を決めたナイターの翌日に後楽園でデーゲームの第1戦という日程だった。なお阪急・南海の両チームがプレーオフにもつれこんでいた場合、本シリーズの開幕は10月16日からに延期されることになっていた。

## 試合結果
| 日付                                    | 試合   | ビジター球団（先攻） | スコア   | ホーム球団（後攻） | 開催球場     |
| --------------------------------------- | ------ | -------------------- | -------- | ------------------ | ------------ |
| 10月12日（土）                          | 第1戦  | 阪急ブレーブス       | 5 - 4    | 読売ジャイアンツ   | 後楽園球場   |
| 10月13日（日）                          | 第2戦  | 雨天中止             | 雨天中止 | 雨天中止           | 後楽園球場   |
| 10月14日（月）                          | 第2戦  | 阪急ブレーブス       | 1 - 6    | 読売ジャイアンツ   | 後楽園球場   |
| 10月15日（火）                          | 移動日 | 移動日               | 移動日   | 移動日             | 移動日       |
| 10月16日（水）                          | 第3戦  | 読売ジャイアンツ     | 9 - 4    | 阪急ブレーブス     | 阪急西宮球場 |
| 10月17日（木）                          | 第4戦  | 読売ジャイアンツ     | 6 - 5    | 阪急ブレーブス     | 阪急西宮球場 |
| 10月18日（金）                          | 第5戦  | 読売ジャイアンツ     | 4 - 6    | 阪急ブレーブス     | 阪急西宮球場 |
| 10月19日（土）                          | 移動日 | 移動日               | 移動日   | 移動日             | 移動日       |
| 10月20日（日）                          | 第6戦  | 阪急ブレーブス       | 5 - 7    | 読売ジャイアンツ   | 後楽園球場   |
| 優勝：読売ジャイアンツ（4年連続10回目） |        |                      |          |                    |              |

### 第1戦
10月12日　後楽園球場　入場者数:24482人　試合開始13:01　試合時間3時間3分
| 阪急 | 0 | 0 | 2 | 0 | 0 | 0 | 2 | 1 | 0 | 5 |
| 巨人 | 0 | 1 | 0 | 0 | 0 | 1 | 0 | 1 | 1 | 4 |

| （阪） | 石井茂、大石、○米田（1勝） - 岡村浩               |
| （巨） | ●金田（1敗）、高橋明 - 森                         |
| 本塁打 |                                                   |
| （阪） | 矢野1号（3回2ラン、金田）、大石1号（8回、高橋明） |
| （巨） | 長島1号（6回、石井茂）                            |

[審判]セ田代（球）パ久喜　セ谷村　パ田川（塁）パ沖　セ松橋（外）

公式記録関係（日本野球機構ページ）

### 第2戦
10月14日　後楽園球場　入場者数：24923人　試合開始13:03　試合時間2時間14分
| 阪急 | 0 | 0 | 0 | 0 | 0 | 0 | 1 | 0 | 0 | 1 |
| 巨人 | 0 | 0 | 0 | 2 | 3 | 0 | 1 | 0 | X | 6 |

| （阪） | ●足立（1敗）、梶本、水谷、宮本 - 岡村浩、中沢 |
| （巨） | ○城之内（1勝） - 森                           |
| 本塁打 |                                               |
| （阪） | 長池1号（7回、城之内）                        |
| （巨） | 柴田1号（4回2ラン、足立）                     |

[審判]パ沖（球）セ松橋　パ久喜　セ谷村（塁）セ竹元　パ道仏（外）

公式記録関係（日本野球機構ページ）

### 第3戦
10月16日　阪急西宮球場　入場者数：19462人　試合開始13:03　試合時間3時間5分
| 巨人 | 0 | 0 | 2 | 0 | 3 | 0 | 0 | 4 | 0 | 9 |
| 阪急 | 2 | 0 | 1 | 0 | 1 | 0 | 0 | 0 | 0 | 4 |

| （巨） | 堀内、高橋明、○金田（1勝1敗） - 森                                                              |
| （阪） | ●米田（1勝1敗）、大石、宮本 - 岡村浩、中沢                                                      |
| 本塁打 |                                                                                                 |
| （巨） | 王1号（3回2ラン、米田）、王2号（5回、米田）、柴田2号（5回2ラン、米田）、森1号（8回3ラン、大石） |

[審判]セ竹元（球）パ道仏　セ松橋　パ久喜（塁）パ田川　セ田代　

公式記録関係（日本野球機構ページ）

### 第4戦
10月17日　阪急西宮球場　入場者数：16390人　試合開始13:02　3時間39分
| 巨人 | 1 | 0 | 0 | 3 | 1 | 0 | 0 | 0 | 1 | 6 |
| 阪急 | 0 | 0 | 0 | 0 | 4 | 0 | 1 | 0 | 0 | 5 |

| （巨） | 高橋一、高橋明、倉田、○金田（2勝1敗） - 森        |
| （阪） | 梶本、水谷、●石井茂（1敗） - 岡村浩               |
| 本塁打 |                                                   |
| （巨） | 長島2号（5回、水谷）                              |
| （阪） | 長池2号（5回3ラン、高橋明）、長池3号（7回、金田） |

[審判]パ田川（球）セ田代　パ道仏　セ松橋（塁）セ谷村　パ沖（外）

公式記録関係（日本野球機構ページ）

### 第5戦
10月18日　阪急西宮球場　入場者数：15255人　試合開始13:02　試合時間2時間54分
| 巨人 | 0 | 0 | 2 | 1 | 0 | 0 | 0 | 1 | 0 | 4 |
| 阪急 | 0 | 0 | 0 | 0 | 0 | 0 | 3 | 3 | X | 6 |

| （巨） | 城之内、●金田（2勝2敗）、倉田 - 森              |
| （阪） | 足立、米田、石井茂、○梶本（1勝）、大石 - 岡村浩 |

[審判]セ谷村（球）パ沖　セ田代　パ道仏（塁）パ久喜　セ竹元（外）

公式記録関係（日本野球機構ページ）

### 第6戦
10月20日　後楽園球場　入場者数：29229人　試合開始13:01　試合時間2時間59分
| 阪急 | 1 | 0 | 0 | 0 | 0 | 0 | 2 | 1 | 1 | 5 |
| 巨人 | 1 | 0 | 0 | 0 | 0 | 2 | 3 | 1 | X | 7 |

| （阪） | 米田、●大石（1敗）、梶本、石井茂、宮本 - 岡村浩    |
| （巨） | ○堀内（1勝） - 森                                  |
| 本塁打 |                                                    |
| （阪） | 山口1号（8回、堀内）                               |
| （巨） | 柴田3号（6回2ラン、米田）、王3号（7回2ラン、梶本） |

[審判]パ久喜（球）セ竹元　パ沖　セ田代（塁）セ松橋　パ田川（外）

公式記録関係（日本野球機構ページ）

## 表彰選手
- 最優秀選手賞（MVP）：高田繁（巨人）
- 最優秀投手賞：金田正一（巨人）
- 打撃賞：ダリル・スペンサー（阪急）
- 技能賞：王貞治（巨人）
- 優秀選手賞：柴田勲（巨人）
- 敢闘賞：長池徳二（阪急）

## テレビ・ラジオ中継

### テレビ中継
- 第1戦:10月12日
  - 日本テレビ 解説：堀本律雄、中上英雄、青田昇
- 第2戦:10月14日
  - 日本テレビ 解説：佐々木信也 ゲスト解説：野村克也（南海）
- 第3戦:10月16日
  - 関西テレビ≪フジテレビ系列≫ 解説：児玉利一 ゲスト解説：鶴岡一人（南海監督）、吉田義男（阪神）
- 第4戦:10月17日
  - 関西テレビ≪フジテレビ系列≫ 解説：児玉利一 ゲスト解説：鶴岡一人、村山実（阪神）
- 第5戦:10月18日
  - 関西テレビ≪フジテレビ系列≫ 解説：児玉利一 ゲスト解説：鶴岡一人、吉田義男
  - NHK総合 解説：小西得郎
- 第6戦:10月20日
  - 日本テレビ 解説：佐々木信也 ゲスト解説：根本陸夫（広島監督）、野村克也
  - NHK総合 解説：小西得郎

※なお、第7戦は日本テレビで中継される予定だった。

### ラジオ中継
- 第1戦:10月12日
  - NHKラジオ第1 解説：小西得郎
  - TBSラジオ（JRN） 解説：水原茂
  - 文化放送（NRN） 解説：堀本律雄　
  - ニッポン放送（NRN） 解説：関根潤三
  - ラジオ関東（現・ラジオ日本） 解説：千葉茂
- 第2戦:10月14日
  - NHKラジオ第1 解説：加藤進
  - TBSラジオ（JRN） 解説：水原茂、大和球士
  - 文化放送（NRN） 解説：堀本律雄
  - ニッポン放送（NRN）　
  - ラジオ関東　　解説：南村侑広
- 第3戦:10月16日
  - NHKラジオ第1
  - TBSラジオ（JRN・毎日放送制作） 解説：大島信雄　ゲスト解説：野村克也
  - 文化放送（NRN） 解説：堀本律雄 ゲスト解説：皆川睦雄（南海）
  - ニッポン放送（NRN・朝日放送制作） 解説：笠原和夫　ゲスト解説：村山実
  - ラジオ関東
- 第4戦:10月17日
  - NHKラジオ第1
  - TBSラジオ（JRN）
  - 文化放送（NRN）　解説：堀本律雄
  - ニッポン放送（NRN）
  - ラジオ関東　解説：広岡達朗
- 第5戦:10月18日
  - NHKラジオ第1
  - TBSラジオ（JRN・毎日放送制作）　解説：金田正泰　ゲスト解説：野村克也
  - 文化放送（NRN）　解説：堀本律雄　ゲスト解説：皆川睦雄
  - ニッポン放送（NRN・朝日放送制作） 解説：笠原和夫
  - ラジオ関東 解説：広岡達朗
- 第6戦:10月20日
  - NHKラジオ第1
  - TBSラジオ（JRN）
  - 文化放送（NRN） 解説：堀本律雄　
  - ニッポン放送（NRN） 解説：関根潤三
  - ラジオ関東 解説：千葉茂